# Ferdinand du Bois, dit van den Bossche
Ferdinand Marie Joseph du Bois dit van den Bossche (Gent, 10 februari 1781 - 15 maart 1829) was een Zuid-Nederlands edelman.

## Levensloop
Du Bois dit van den Bossche was een adellijke familie die haar geloofsbrieven vanaf de zeventiende eeuw kon voorleggen. 
Ferdinand du Bois was een zoon van Pierre-Lievin du Bois dit van den Bossche, heer van Rotselaer, Wulfsberghe en Meere, en van Isabelle Rooman. Hij trouwde in 1804 met Marie-Jeanne van Bouchaute (1785-1838). Ze hadden drie dochters en deze familie is in 1901 uitgedoofd.
In 1816 verkreeg du Bois onder het Verenigd Koninkrijk der Nederlanden erkenning in de erfelijke adel, benoeming in de Ridderschap van de provincie Oost-Vlaanderen en toekenning van de titel baron overdraagbaar bij eerstgeboorte. Hij werd op de adelslijst ingeschreven als du Bois dit van den Bossche en van Hendersem. Hij werd gedeputeerde in de Provinciale Staten van Oost-Vlaanderen. 
Zijn dochter Sidonie du Bois (1806-1853) trouwde met Charles Hippolyte Vilain XIIII, lid van het Nationaal Congres, volksvertegenwoordiger en burgemeester van Wetteren.